# إيريكا
" إيريكا " هي أغنية مسيرة ألمانية. وترتبط في المقام الأول بالجيش الألماني، وخاصة جيش ألمانيا النازية ، على الرغم من أن نصها غير سياسي.  كتب هيرمس نيل الاغنية وتم نشرها في عام 1938، وسرعان ما دخلت حيز الاستخدام من قبل الفيرماخت . تم لعبها بشكل متكرر خلال الأحداث العامة للحزب النازي. وفقًا للجندي والمؤرخ والمؤلف البريطاني اللواء مايكل تيلوتسون، كانت الأغنية الأكثر شعبية في أي بلد خلال الحرب العالمية الثانية. 

## أصول
" إريكا " هو اسم أنثوي ألماني شائع وكلمة ألمانية تعني الخلنج. تمت كتابة كلمات ولحن الأغنية من قبل هيرمس نيل، ملحن المسيرات الألماني. لا يُعرف بالضبط عام نشأة الأغنية؛ غالبًا ما يُعطى التاريخ كـ "حوالي عام 1930"، ولكن لم يتم توثيقه أبدًا. تم نشر الأغنية في عام 1938 من قبل شركة النشر كارل لويس أورتل في جروسبورغويدل، ولكن كانت مشهورة قبل الحرب.

## موسيقى
تبدأ الأغنية بالسطر "Auf der Heide blüht ein kleines Blümelein" (على البراري تزهر زهرة صغيرة)، وهي عبارة عن زهرة (إيريكا) تحمل اسم حبيب الجندي.  بعد كل سطر، وبعد كل مرة يتم فيها غناء اسم "Erika"، هناك توقف مؤقت بثلاث إيقاعات، يتم ملؤه بواسطة الطبلة أو ضرب الجنود اقدامهم بالارض، كما هو موضح بالرمز (xxx) في النص أدناه .

## كلمات
على البراري تزهر زهرة صغيرة
واسمها: إيريكا

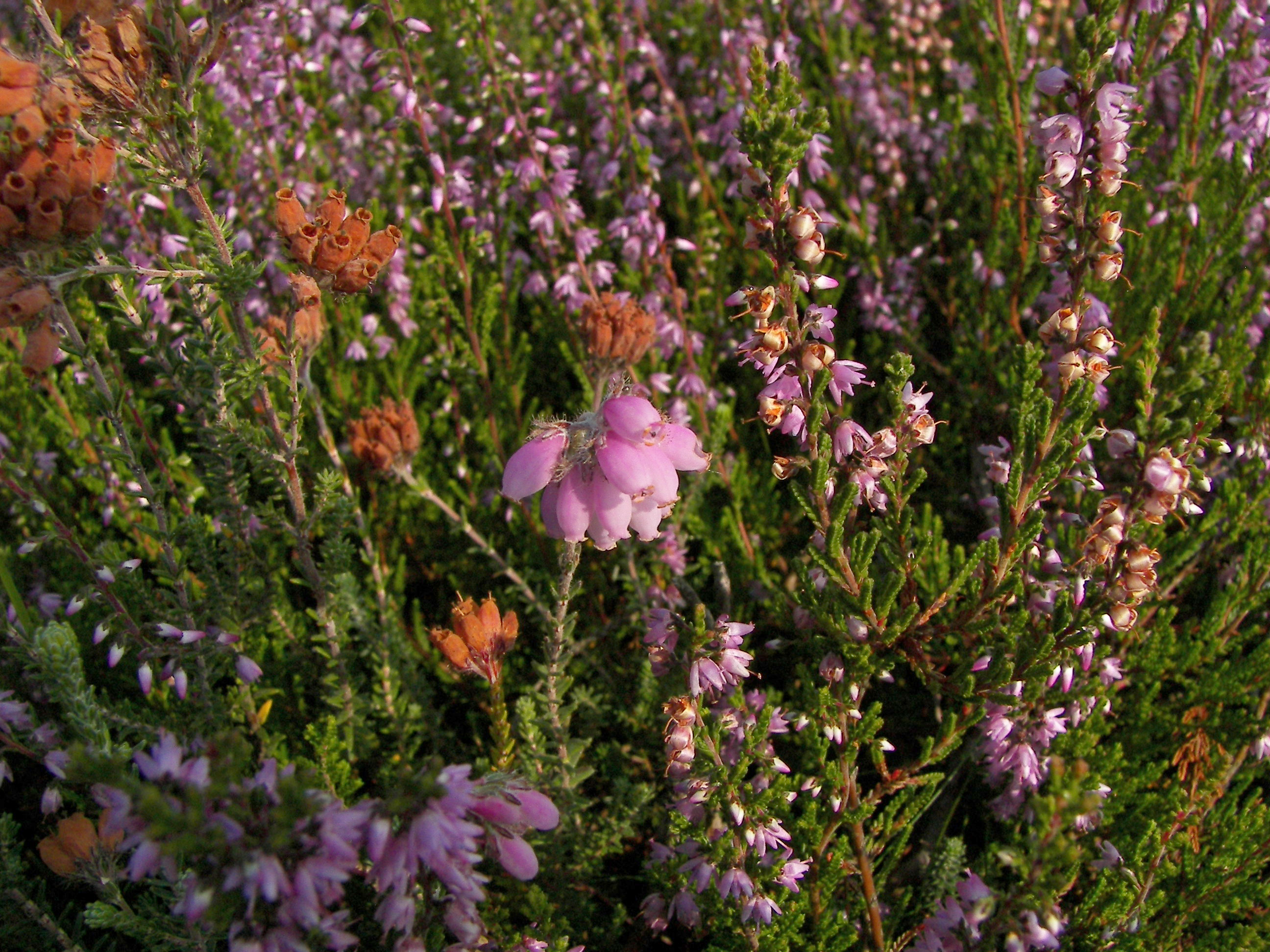
إيريكا تيتراليكس ، "إريكا"

محاطة بعشرات الآلاف من نحل العسل الصغيرة
يحومون حولها: إيريكا
فقلبها مليء بالحلاوة
وينبعث من فستانها الزهري رائحة عطرة
على البراري تزهر زهرة صغيرة
واسمها: إيريكا
في الوطن يعيش فتاة صغيرة
واسمها: إيريكا
هذه الفتاة هي حبيبتي الوفية
وسعادتي، اسمها: إيريكا
عندما تتفتح أزهار البراري باللون الأحمر البنفسجي
أغني لها هذه الأغنية تحيةً
على البراري تزهر زهرة صغيرة
واسمها: إيريكا
في غرفتي تزهر أيضًا زهرة صغيرة
واسمها: إيريكا
في فجر الصباح وفي غسق اليوم
تنظر إليّ، واسمها: إيريكا
ويبدو لي وكأنها تقول بصوتٍ عالٍ:
هل تفكرين أيضًا في عروسك الصغيرة؟
في الوطن تبكي فتاة صغيرة عليك
واسمها: إيريكا 